# Kukiland
Kukiland és el nom proposat pels nacionalistes kukis per designar a l'estat independent kuki format amb els territoris kukis de l'Índia sobretot a Manipur i Nagaland. Un estat específic kuki dins de la Unió Índia, també seria anomenat Kukiland.
Vegeu també Zale'n-gam.